# Таншан
Таншан е град в провинция Хъбей, Североизточен Китай. Таншан е с население от 1 618 562 жители (прибл. оценка 2009 г.) и площ от 764,1 кв. км. Пощенският му код е 063000, а телефонният – 315. Край града е станало Таншанското земетресение – най-смъртоносното земетресение на 20 век.

## Побратимени градове
- Линкълн (Англия)
- Малмьо (Швеция)
- Сидър Рапидс (САЩ)
- Жирардов (Полша)

1. ↑  www.citypopulation.de